# Valentiniella
- Commons
- Wikispecies

Valentiniella é um gênero de plantas pertencente à família Boraginaceae.